# True Story (album)

True Story este al doilea album al trupei Terror Squad, fiind lansat în vara anului 2004. Albumul a fost un succes,ajungând până pe locul 24 în topurile din USA. Pe album este inclus și hitul „Lean Back”. Cântecul are și un remix oficial fiind o colaborare cu Eminem, Lil Jon și Ma$e.
Albumul a primit discul de aur în Aprilie 2005 din partea RIAA.

## Ordinea pieselor
| #  | Titlu                     | Producător(i)                     | Cântăreț(i)      | Timp |
| -- | ------------------------- | --------------------------------- | ---------------- | ---- |
| 1  | „Nothing's Gonna Stop Me” | DJ "Beat Novicane" Khaled         |                  | 2:42 |
| 2  | „Yeah Yeah Yeah”          | Scram Jones                       |                  | 3:07 |
| 3  | „Hum Drum”                | Cool & Dre                        |                  | 4:11 |
| 4  | „Lean Back”               | Scott Storch                      |                  | 4:07 |
| 5  | „Take Me Home”            | Cool & Dre, Streetrunner          | Dre              | 3:30 |
| 6  | „Streets of NY”           | Emile                             |                  | 3:14 |
| 7  | „Bring'em Back”           | Davel "Bo" McKenzie, Lord Finesse | Big L, Big Pun   | 4:26 |
| 8  | „Yes Dem to Def”          | DJ "Beat Novicane" Khaled         |                  | 3:49 |
| 9  | „Pass Away”               | Buckwild                          |                  | 3:52 |
| 10 | „Let Them Things Go”      | Cool & Dre                        | Dre, Young Selah | 4:04 |
| 11 | „Thunder in the Air”      | Armageddon                        |                  | 3:18 |
| 12 | „Terror Era”              | LV                                |                  | 3:06 |